# Marcus Fizer
Darnell Marcus Lamar Fizer (Inkster, Míchigan; 10 de agosto de 1978) es un exjugador de baloncesto estadounidense que disputó 15 temporadas como profesional, 6 de ellas en la NBA. Con 2,03 metros de altura, ocupaba la posición de ala-pívot.

## Carrera

### Universidad
En su época universitaria militó en la Universidad Estatal de Iowa, donde jugó para los Cyclones durante tres temporadas (1997–2000), siendo considerado una futura estrella debido a su gran rendimiento. 

### Profesional
Avalado por su cartel universitario fue seleccionado en el cuarto lugar del draft de la NBA de 2000 por los Chicago Bulls, siendo en principio seleccionado para luego ser traspasado, aunque jugó en los Bulls cuatro temporadas, en las que sus promedios no fueron los esperados de un jugador seleccionado con un número tan alto en el draft, ya que nunca promedió más de 12 puntos por partido.
En el draft de expansión de 2004 fue elegido por los Charlotte Bobcats, aunque fichó por los Milwaukee Bucks, donde hizo una temporada muy mala, lo que propició que en el inicio de la temporada 2005-2006, no encontrara equipo viéndose obligado a fichar por los Austin Toros de la NBDL, donde demostró ser un jugador de mucho nivel, anotando una media de 22,7 puntos de partido, lo que llamó la atención de un grande de la ACB, el Real Madrid, que lo descartó cuando estaba hecho el fichaje alegando motivos extradeportivos derivados del carácter del jugador.
Su gran temporada con lo Toros derivó en su nombramiento como MVP de la NBDL y en la obtención de un contrato de 10 días con los Seattle Sonics en marzo de 2006, y otro contrato en el mismo mes pero con los New Orleans/Oklahoma City Hornets, equipos por los que pasó sin pena ni gloria.
En el verano de 2006 fichó por el Polaris World Murcia. Nada más llegar al club murciano se lesionó y fue sustituido temporalmente por el exjugador de Olympiacos BC y Etosa Alicante DeMarco Johnson, ya recuperado debutó en la Liga ACB y fue MVP de la jornada en varias ocasiones, siendo uno de los máximos anotadores de la liga acb en esa campaña, en la que el equipo murciano mantuvo la categoría.
En el 2007 luego de terminar la temporada en la ACB llega a un acuerdo con el club de Puerto Rico, los Capitanes de Arecibo para que los refuerce en los últimos cuatro partidos de la temporada regular y el resto de la campaña. En su debut en Puerto Rico logró 25 puntos y 10 rebotes.
Tras su paso por la liga ACB y Puerto Rico, Fizer Ficha por el Maccabi de Tel Aviv, defendiendo la camiseta amarilla durante un año y medio en los que disputó Euroliga. Su propensión a las lesiones no satisfizo las necesidades del equipo hebreo y fue cortado durante su segunda temporada.
En febrero de 2009 fue cortado por el equipo israelí, y regresó a los Capitanes de Arecibo.
En diciembre de 2010 se anunció su vuelta a Israel de la mano del Maccabi Ashdod,
En septiembre de 2012 recaló en Weber Bahía Estudiantes de la LNB de Argentina.
En 2014 firma un contrato en un equipo mexicano, los Barreteros de Zacatecas.

## Estadísticas de su carrera en la NBA

### Temporada regular
| Año     | Equipo          | PJ  | PT | MPP  | %TC  | %3P   | %TL  | RPP | APP | ROB | TPP | PPP  |
| ------- | --------------- | --- | -- | ---- | ---- | ----- | ---- | --- | --- | --- | --- | ---- |
| 2000-01 | Chicago         | 72  | 13 | 21.9 | .430 | .256  | .727 | 4.3 | 1.1 | .4  | .3  | 9.5  |
| 2001-02 | Chicago         | 76  | 20 | 25.8 | .438 | .171  | .668 | 5.6 | 1.6 | .6  | .3  | 12.3 |
| 2002-03 | Chicago         | 38  | 0  | 21.3 | .465 | .167  | .657 | 5.7 | 1.3 | .4  | .4  | 11.7 |
| 2003-04 | Chicago         | 46  | 2  | 16.0 | .383 | .118  | .750 | 4.4 | .9  | .3  | .2  | 7.8  |
| 2004-05 | Milwaukee       | 54  | 0  | 16.7 | .455 | .000  | .680 | 3.2 | 1.2 | .5  | .2  | 6.2  |
| 2005-06 | New Orleans/OKC | 3   | 0  | 13.0 | .529 | 1.000 | .500 | 2.3 | .3  | 1.2 | .0  | 6.7  |
| Total   | Total           | 289 | 35 | 20.9 | .435 | .191  | .691 | 4.6 | 1.2 | .5  | .3  | 9.6  |